# Estadio Altamira
Estadio Altamira – stadion piłkarski w meksykańskim mieście Altamira, w stanie Tamaulipas. Obiekt może pomieścić 13 500 widzów, a swoje mecze rozgrywa na nim drużyna Altamira FC.
Budowę Estadio Altamira, zwanego pierwotnie Estadio Deportivo Sur de Tamaulipas, zapoczątkowała inicjatywa założyciela zespołu Altamira FC, Enrique de Hity, w celu wypromowania zawodowego futbolu wśród dzieci i młodzieży w południowym stanie Tamaulipas, a także dla rozrywki i zapewnienia emocji sportowych mieszkańcom miasta. Budowy stadionu podjęły się władze stanowe oraz miejskie, zatwierdzając oficjalnie jego projekt w grudniu 2002. Prace nad powstaniem obiektu rozpoczęły się w styczniu 2003. Został wzniesiony w nowoczesnym stylu, wzorowanym na europejskich stadionach, z rozwiniętym zapleczem infrastrukturalnym; posiada m.in. sześć szatni, lożę VIP, sklep klubowy, centrum medyczne, jadalnię, salę gimnastyczną czy pokoje mieszkalne dla piłkarzy i sztabu szkoleniowego. 
Inauguracja stadionu miała miejsce 19 października, podczas meczu trzynastej kolejki sezonu Apertura 2003 w drugiej lidze meksykańskiej – Primera División A. Altamira, wówczas beniaminek rozgrywek, podejmowała CF Acapulco; spotkanie zakończyło się zwycięstwem gospodarzy 1:0, a historycznego, pierwszego gola na nowym obiekcie zdobył Carlos Alberto "Apodaca" Rodríguez. Jedną z najbardziej prestiżowych konfrontacji rozgrywanych na stadionie był rozegrany 11 stycznia 2004 mecz towarzyski pomiędzy Altamirą a stołeczną ekipą Pumas UNAM. Ostatecznie prowadzeni przez Hugo Sáncheza i grający w najsilniejszym składzie goście zwyciężyli 5:4.